# Quentin Bernard
Quentin Bernard (Poitiers, 7 juli 1989) is een Frans voetballer die speelt als verdediger voor AJ Auxerre.

## Carrière
Bernard startte zijn carrière bij Chamois Niortais, waar hij meer dan 200 wedstrijden speelde alvorens te gaan spelen voor Dijon FCO. Hij speelde maar één seizoen voor Dijon; van 2017 tot 2019 speelde hij voor Stade Brestois. In 2019 tekende hij een contract bij AJ Auxerre.

## Statistieken
| Seizoen | Club             | Competitie | Competitie | Competitie | Beker | Beker | Internationaal | Internationaal | Totaal | Totaal |
| Seizoen | Club             | Competitie | Wed.       | Dlp.       | Wed.  | Dlp.  | Wed.           | Dlp.           | Wed.   | Dlp.   |
| ------- | ---------------- | ---------- | ---------- | ---------- | ----- | ----- | -------------- | -------------- | ------ | ------ |
| 2008/09 | Chamois Niortais | Ligue 2    | 0          | 0          | 1     | 0     | -              | -              | 1      | 0      |
| 2011/12 | Chamois Niortais | Ligue 2    | 0          | 0          | 2     | 0     | -              | -              | 2      | 0      |
| 2012/13 | Chamois Niortais | Ligue 2    | 35         | 2          | 2     | 0     | -              | -              | 37     | 2      |
| 2013/14 | Chamois Niortais | Ligue 2    | 37         | 0          | 3     | 0     | -              | -              | 40     | 0      |
| 2014/15 | Chamois Niortais | Ligue 2    | 37         | 0          | 2     | 0     | -              | -              | 39     | 0      |
| 2015/16 | Dijon FCO        | Ligue 2    | 23         | 0          | 1     | 0     | -              | -              | 24     | 0      |
| 2016/17 | Dijon FCO        | Ligue 1    | 7          | 0          | 1     | 0     | -              | -              | 8      | 0      |
| 2016/17 | Stade Brestois   | Ligue 2    | 14         | 0          | 0     | 0     | -              | -              | 14     | 0      |
| 2017/18 | Stade Brestois   | Ligue 2    | 32         | 1          | 0     | 0     | -              | -              | 32     | 1      |
| 2018/19 | Stade Brestois   | Ligue 2    | 34         | 0          | 2     | 0     | -              | -              | 36     | 0      |
| 2019/20 | AJ Auxerre       | Ligue 2    | 28         | 1          | 1     | 0     | -              | -              | 29     | 1      |
| 2020/21 | AJ Auxerre       | Ligue 2    | 34         | 1          | 0     | 0     | -              | -              | 34     | 1      |
| Totaal  | Totaal           | Totaal     | 281        | 5          | 15    | 0     | 0              | 0              | 296    | 5      |

3 Osho ·
4 Jubal  ·
6 Agouzoul ·
8 Buayi-Kiala ·
9 Bair ·
10 Perrin ·
11 Maddy ·
12 Oppegård ·
14 Mensah ·
16 Léon ·
17 Sinayoko ·
18 Dioussé ·
19 Ayé ·
20 Diomandé ·
21 Coulibaly ·
23 Hoever ·
24 N'Gatta ·
25 Traorè ·
26 Joly ·
27 Danois ·
30 Negrel ·
37 Adicéam ·
40 De Percin ·
42 Owusu ·
45 Onaiwu ·
80 Massengo ·
92 Akpa ·
Coach: Pélissier